# Jardim Florêncio Terra

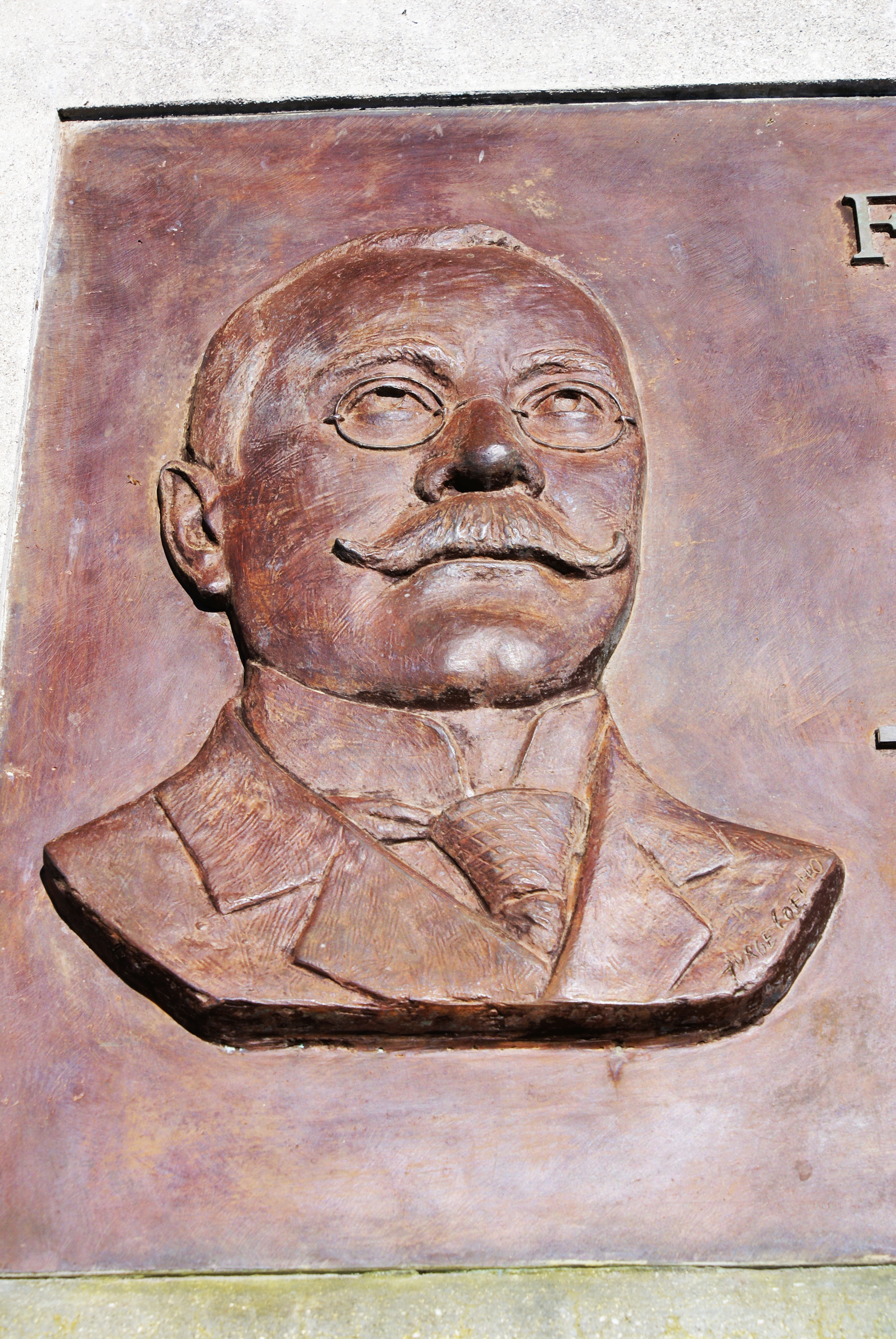
Florêncio Terra, Jardim Florêncio Terra.

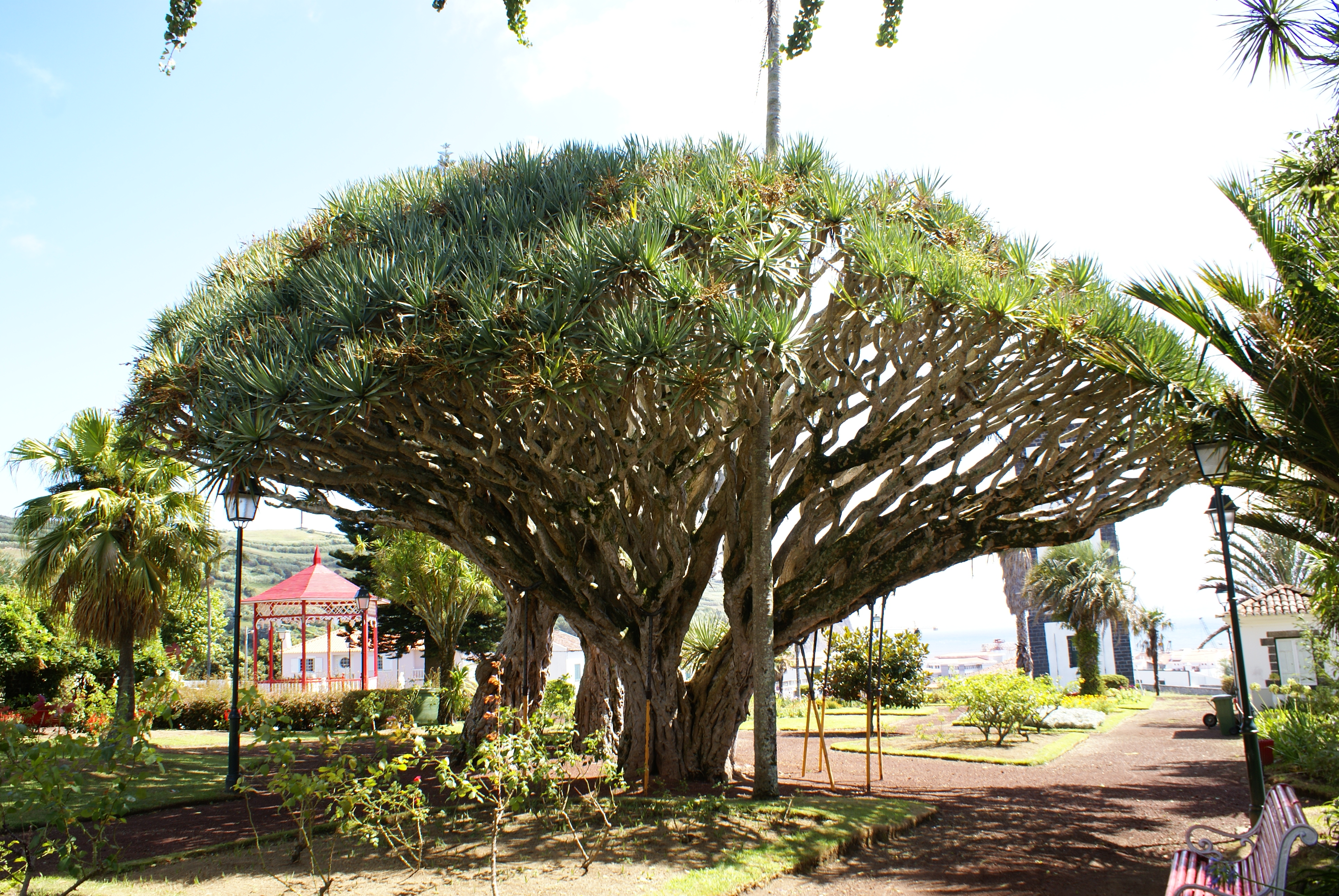
Dragoeiros, Dracaena draco, Jardim Florêncio Terra.

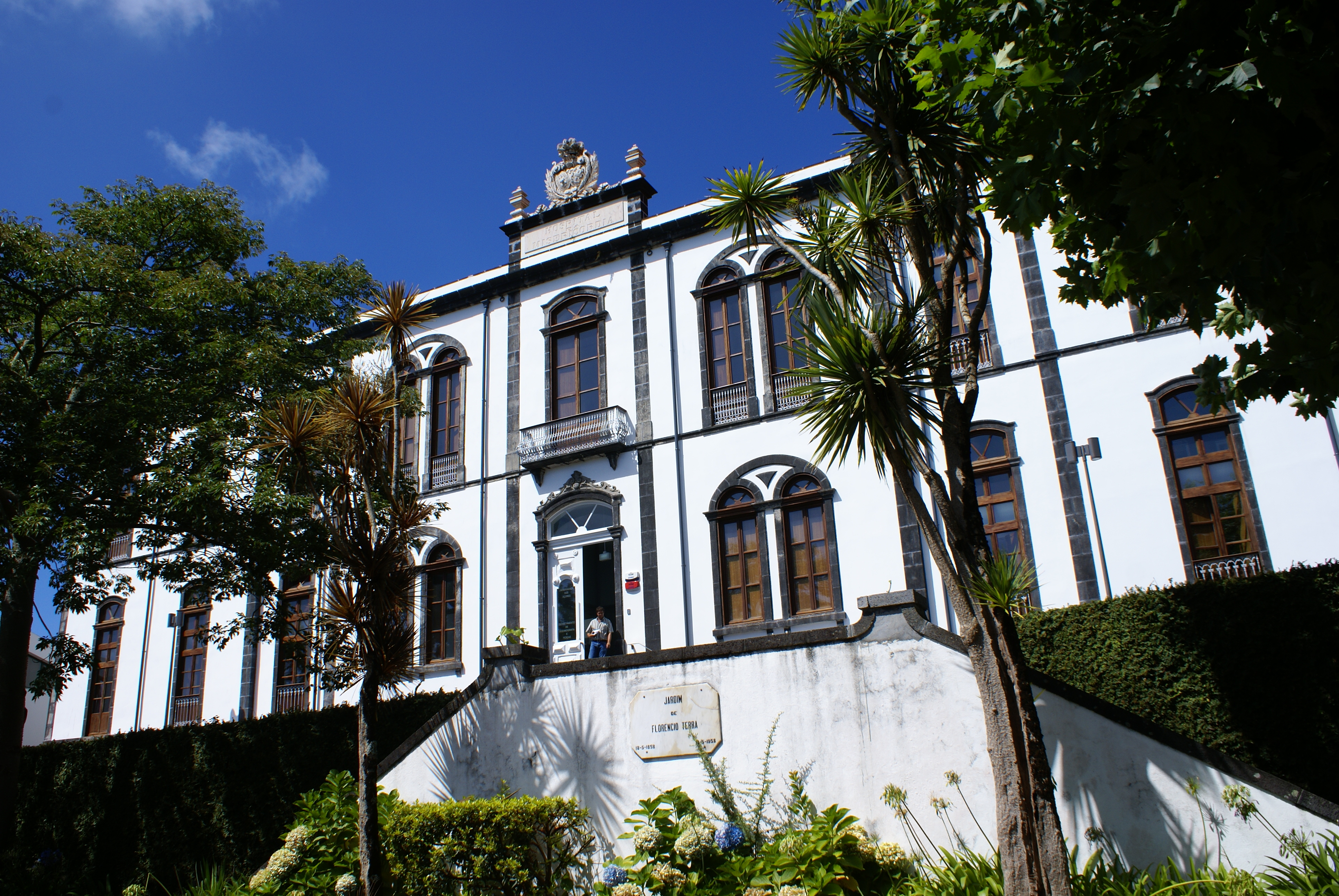
Sede do Departamento de Oceanografia e Pescas sigla DOP da Universidade dos Açores.

O Jardim Florêncio Terra é um jardim localizado na cidade da Horta, ilha do Faial, Arquipélago dos Açores.
Este jardim construído em 1857 e que até 1964 foi somente denominado por “Jardim Público”, deve o seu nome a tentativa de honrar Florêncio Terra que nasceu na cidade da Horta em 18 de Maio de 1858 e morreu nesta mesma cidade em 25 de Novembro de 1941 e que se destacou como escritor, publicista, professor e político açoriano. Está inserido em parte do espaço do antigo Convento e Igreja de São João, demolido na sequência da extinção das ordens religiosas em 1834, aproveitando uma parte integral dos jardins da sua cerca.
O jardim localiza-se a alguma altura sobre a cidade da Horta permite ter uma perspectiva diferente do habitual da mesma. Daqui avista-se o mar com a ilha do Pico mesmo em frente e onde se destaca a imponência da Montanha do Pico. É aqui destacar a existência de espécies arbóreas protegidas por lei como é o caso de dragoeiros (Dracaena draco) de avançada idade e Araucárias de grande porte.
Ao centro do jardim é de mencionar a existência de um lago ao centro do qual se encontra um coreto que datará do segundo quartel do século XIX e que se encontra circundado por quatro estatuetas.
Junto a este Jardim localiza-se um dos mais conhecidos monumentos da Horta, a Torre do Relógio, bem como sede do Departamento de Oceanografia e Pescas (sigla DOP) da Universidade dos Açores.